# Zilai János
Zilai János (Gyöngyös, 1929. február 3. – 2009. május 19.) magyar kertészmérnök, szőlész, egyetemi tanár.

## Életpályája
1929. február 3-án született Gyöngyösön, id. Zilai János és Zörög Anna fiaként. Felsőfokú tanulmányait 1947-ben kezdte meg a budapesti Agrártudományi Egyetemen (a későbbi Kertészeti és Élelmiszeripari Egyetem jogelődjén), majd 1958-1960 között mezőgazdasági tanárképzőt is végzett a fővárosban.
1951-től 1981-ig az Agrártudományi Egyetem Szőlőtermesztési Tanszékén oktatott többféle munkakörben, utolsó egyetemi beosztása egyetemi tanár volt. 1982-től 1989-ig, nyugdíjazásáig a Szőlészeti és Borászati Kutató Intézet igazgatója volt. 1966-ban kapta meg a mezőgazdasági tudományok kandidátusa fokozatot, 1987-ben pedig a mezőgazdasági tudományok doktorává nevezték ki.
Nem kis része volt abban, hogy Báthori Tibor, az ő segítsége révén sikeres borásszá válhatott, és később, a rendszerváltás körüli években szinte egymaga tette országosan ismertté az Etyek–Budai borvidék, illetve a hazánkban az akkor még szinte újdonságnak számító chardonnay szőlőfajta nevét.

## Kutatási területe
Elsősorban a szőlőszaporítás biológiai tényezőivel, és a szőlőfajták termesztési értékének kutatásával foglalkozott.

## Szervezeti tagságai
A Magyar Tudományos Akadémia Kertészeti Bizottságának tagja, egy időben a szőlőtermesztési albizottság elnöke volt, emellett tagja volt a Szegedi Akadémiai Bizottságnak is.

## Művei
Mintegy 130 könyv, könyvrészlet, tudományos dolgozat és szakcikk szerzője volt, általában társszerzőkkel, ezen belül főleg Csepregi Pállal. Fő műveik az öt kiadást megért Ampelográfia, valamint az 1988-ban kiadott Szőlőfajta-ismeret és -használat.
- A szőlőfajták értékmérő tulajdonságainak számítógépes értékelése és azok eredményei
- A termőrefordítás hatása a szőlőlevelek NPK tartalmára
- A tárolási módok hatása szőlővesszők beltartalmi változására és az eredési százalékra
- Az évjárat hatása a szőlő (must) titrálható savtartalmára
- Csikmádéfalvi Istvánffi Gyula, az Ampelológiai Intézet megalapítója
- Házikerti kézikönyv
- Kertészeti növények termesztése és növényvédelme 1.
- Miklós-telep létesítésének előzményei
- Szőlőfajtáink
- Szőlőtermesztés 3. Fajtaismeret és fajtahasználat
- Újabb tapasztalatok az SzMg2 természetes növényi bioregulátor alkalmazásával

## Családja
1955-ben kötött házasságot, felesége Kovács Anna. Két gyermekük született: János (1956) és Zoltán (1959).